# Бродівський педагогічний коледж імені Маркіяна Шашкевича
КЗ ЛОР "Бро́дівський фаховий педагогі́чний ко́ледж і́мені Маркія́на Шашке́вича" (до 2002 року — Бродівське педагогічне училище) — вищий навчальний заклад України I—II рівнів акредитації, розташований у місті Броди на Львівщині.

## Історія
По закінченню другої світової війни у західних областях України відчувалась гостра потреба у вчителях, ними часто працювали люди без спеціальної освіти. Тому Постановою виконкому Львівської обласної ради народних депутатів № 1027 від 13.08.1945 року було відкрито Бродівське педагогічне училище, а для потреб новоствореного навчального закладу була передана будівля колишнього австрійського повітового суду у Бродах. У 1945—1998 роках в будинку на вул. Залізничній, 29 містився студентський гуртожиток училища.
У 2002 році рішенням Львівської обласної ради № 29 від 11.07.2002 року Бродівське педучилище було реорганізовано в педагогічний коледж, а розпорядженням Кабінету Міністрів України від 02.10.2003 року № 582 — педколеджу присвоєно ім'я визначного поета, педагога, громадського і політичного діяча Галичини Маркіяна Шашкевича.
За роки існування у цьому вищому навчальному закладі підготовлено понад 14 000 фахівців: випускники коледжу нині працюють у різних куточках України та за її межами, чимало з їх числа очолює навчальні й освітні заклади, державні установи. Серед відомих випускників є 3 академіки, 12 докторів наук, 31 кандидат наук; а восьмеро колишніх випускників — Заслужені вчителі України.

## Сьогодення
Нині у коледжі навчається 720 студентів; працює — 106 викладачів: 6 кандидатів наук, 14 старших викладачів, 54 — спеціалісти вищої категорії, 12 — викладачі-методисти, 34 — відмінники освіти, 12 викладачів навчається в аспірантурі.
Підготовка фахівців ведеться за освітньо-кваліфікаційним рівнем «молодший спеціаліст» з таких спеціальностей: «Початкова освіта», «Технологічна освіта», «Дошкільна освіта», «Фізичне виховання».
У коледжі існують умови для підготовки педагогічних кадрів, сформовано кадровий потенціал, створено навчально-методичну базу: до послуг студентів 34 навчальні кабінети, 5 лабораторій, 10 майстерень, 12 класів для індивідуальних занять з музики, 6 аудиторій для самопідготовки, спортивний комплекс з гімнастичним, ігровим, тенісним і атлетичними залами, бібліотека з читальним залом на 240 місць і книжковим фондом 103 тис. екземплярів, актовий зал на 500 місць, їдальня на 150 місць, гуртожиток на 400 місць. 50 % навчальних кабінетів обладнано сучасними інтерактивними дошками, діє 5 комп'ютерних класів.
Щорічно виконується держзамовлення на підготовку спеціалістів. Велику увагу в коледжі приділено навчально-виробничій практиці студентів, яку організовано на базі найкращих шкіл та дошкільних навчальних закладів району та області.

## Семінари, конференції
У 2001 році на базі коледжу проходив Всеукраїнський семінар «Сучасні проблеми трудової підготовки молоді», організований Науково-методичним центром вищої освіти Міністерства освіти і науки України та кафедрою трудового навчання Національного педагогічного університету ім. Драгоманова; 2003 року — Міжнародна науково-теоретична конференція «Сучасні педагогічні технології» за участю провідних вчених Польщі, Австрії та Німеччини.
Від 2012 року педагогічний колектив працює над проблемою «Формування професійної компетентності майбутнього педагога». З даної проблеми проведено 6 педагогічних читань, до яких залучились студенти. Найкращі доповіді надруковані у педагогічних та наукових журналах.
У педагогічному коледжі діє семінар «Нові інноваційні технології навчання». Зібрані матеріали опрацьовуються цикловими комісіями і пропагуються в практичній роботі.

## Самодіяльні групи
У педагогічному коледжі діють професійно сформовані колективи художньої самодіяльності. Оригінальна пісня, професійна музика і танець ваблять студентів до занять у колоритному ансамблі пісні і танцю «Ми з Галичини», у хоровому гуртку, у гуртках сопілкарів та бандуристів, у духовому оркестрі, вокальних ансамблях.
Колектив коледжу наполегливо вивчає творчу спадщину великого мислителя, поета, культурного і громадського діяча, педагога Маркіяна Шашкевича. З цією метою проведено такі наукові конференції:
- «Літературна спадщина Маркіяна Шашкевича»
- «Маркіян Шашкевич — мислитель, поет, громадсько-культурний діяч»
- «Наукова діяльність Маркіяна Шашкевича»
- «Маркіян Шашкевич, його послідовники і сучасники»
- «Доробок Маркіяна Шашкевича в галузі етнографії і фольклористики»
- «Просвітницька діяльність Маркіяна Шашкевича»
- «Велич філософської думки Маркіяна Шашкевича»
- Педчитання «Маркіян Шашкевич у контексті української духовної культури (історіософський аспект)».

До участі у конференціях залучаються провідні львівські науковці, поети, письменники, зокрема: Ф. Стеблій, Р. Кирів, А. Скоць, В. Горинь, Р. Іваничук, Н. Пікулик, Л. Полюга, Т. Лучук, С. Костюк, Я. Мельник, О. Рибак, Б. Стельмах, Б. Якимович та інші.

## Заходи для вшанування пам'яті Маркіяна Шашкевича
У коледжі створено кімнату-музей Маркіяна Шашкевича, систематично організовуються літературні вечори, мистецькі години, педагогічні читання, музично-літературні меси, присвячені пам'яті М. Шашкевича. Серед них — «Спочатку було слово», «Руська мати нас родила», «Ти не неволі син», «Русалка Дністровая — прорив чуття людського», «Могутній голос Маркіяна», «Галицький Будитель духу», «Від лиця твого, Господи, доля моя», «М. Шашкевич — автор першої української читанки».
Традиційним стали походи студентської молоді на Білу гору, відвідини музею М. Шашкевича в селі Підлисся. Студенти та викладачі коледжу були учасниками шашкевичівських читань, що проводилися інститутом українознавства імені І. Крип'якевича НАН України у Бродах (серпень 1989 року, червень 2005 року), у Трускавці (червень 2000 року) та у Буську (травень 2003 року).
Зустріч випускників Бродівського педагогічного коледжу імені Маркіяна Шашкевича проводиться щороку в останню суботу травня.

## Відомі випускники
Кондрич Ярослав- Сержант Збройних сил України,учасник російсько-української війни.
Старший Бойовий медик.
- Степан Гунько — солдат Збройних сил України, учасник російсько-української війни. Загинув у серпні 2014 року. 27 листопада того ж року відбулося відкриття та освячення пам'ятної таблиці Степанові Гуньку, встановленої на фасаді коледжу[4].
- Віктор Кондратюк — український науковець, кандидат технічних наук, доцент. Директор центру післядипломної освіти ТНПУ ім. В. Гнатюка, доцент кафедри технологічної освіти та охорони праці[5].
- Олександра Небожук — педагог, депутат Львівської облради від ВО «Свобода»[6], Голова Департаменту освіти та науки Львівської ОДА (2014—2016)[7][8].
- Богдан Шуневич — український науковець, кандидат філологічних наук, доктор педагогічних наук.

## Галерея

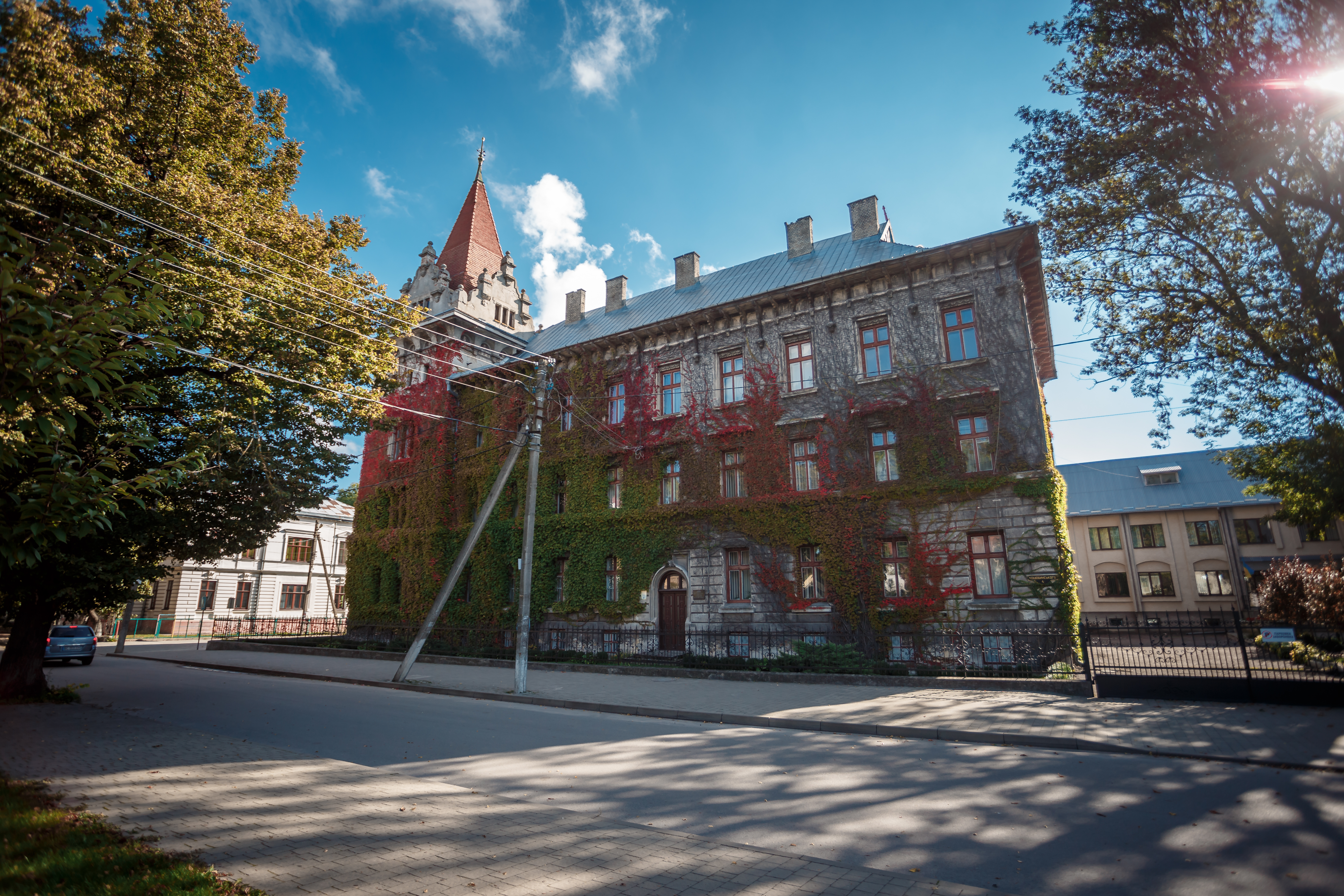
Бродівський педагогічний коледж імені Маркіяна Шашкевича
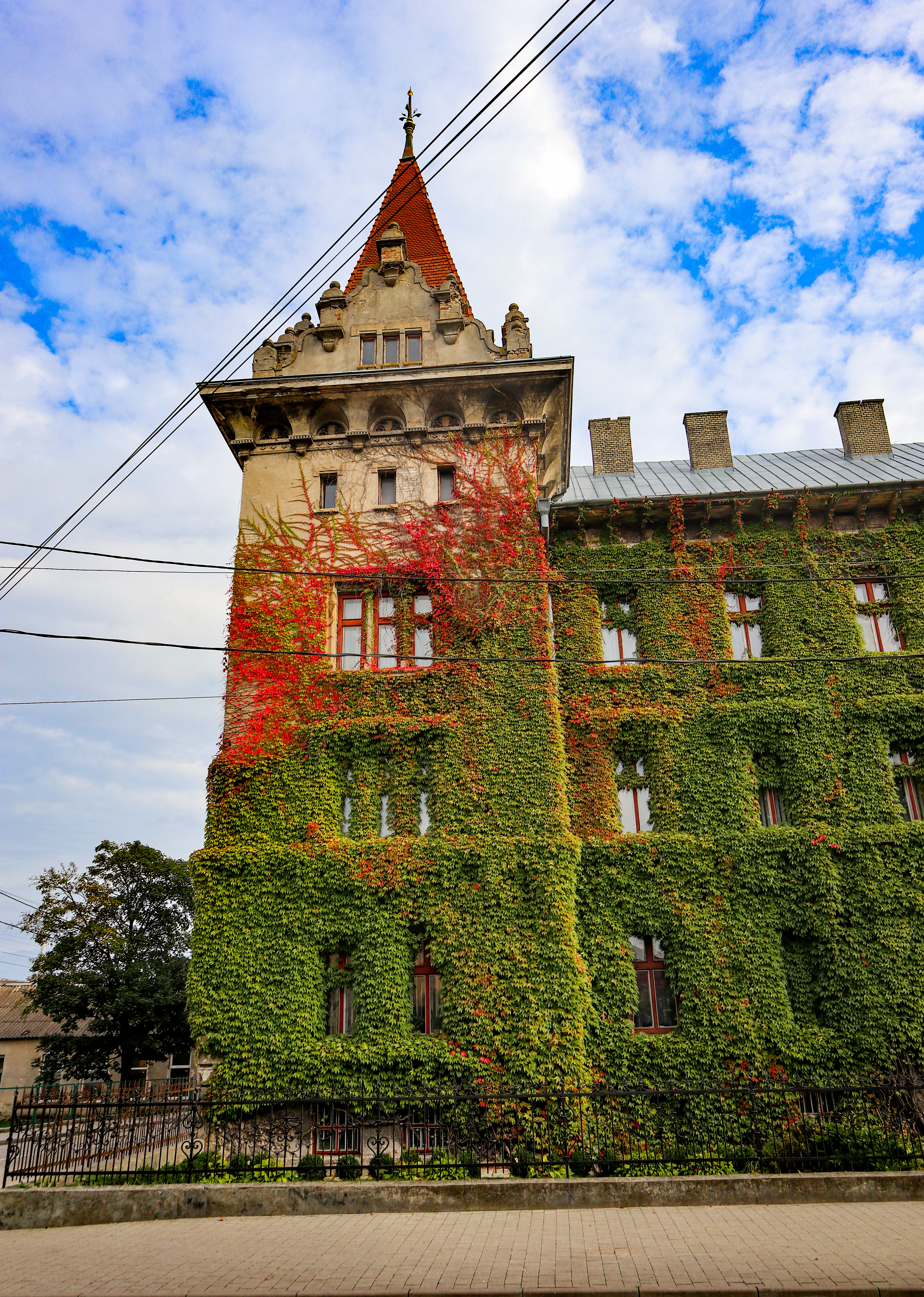
Бродівський педагогічний коледж імені Маркіяна Шашкевича
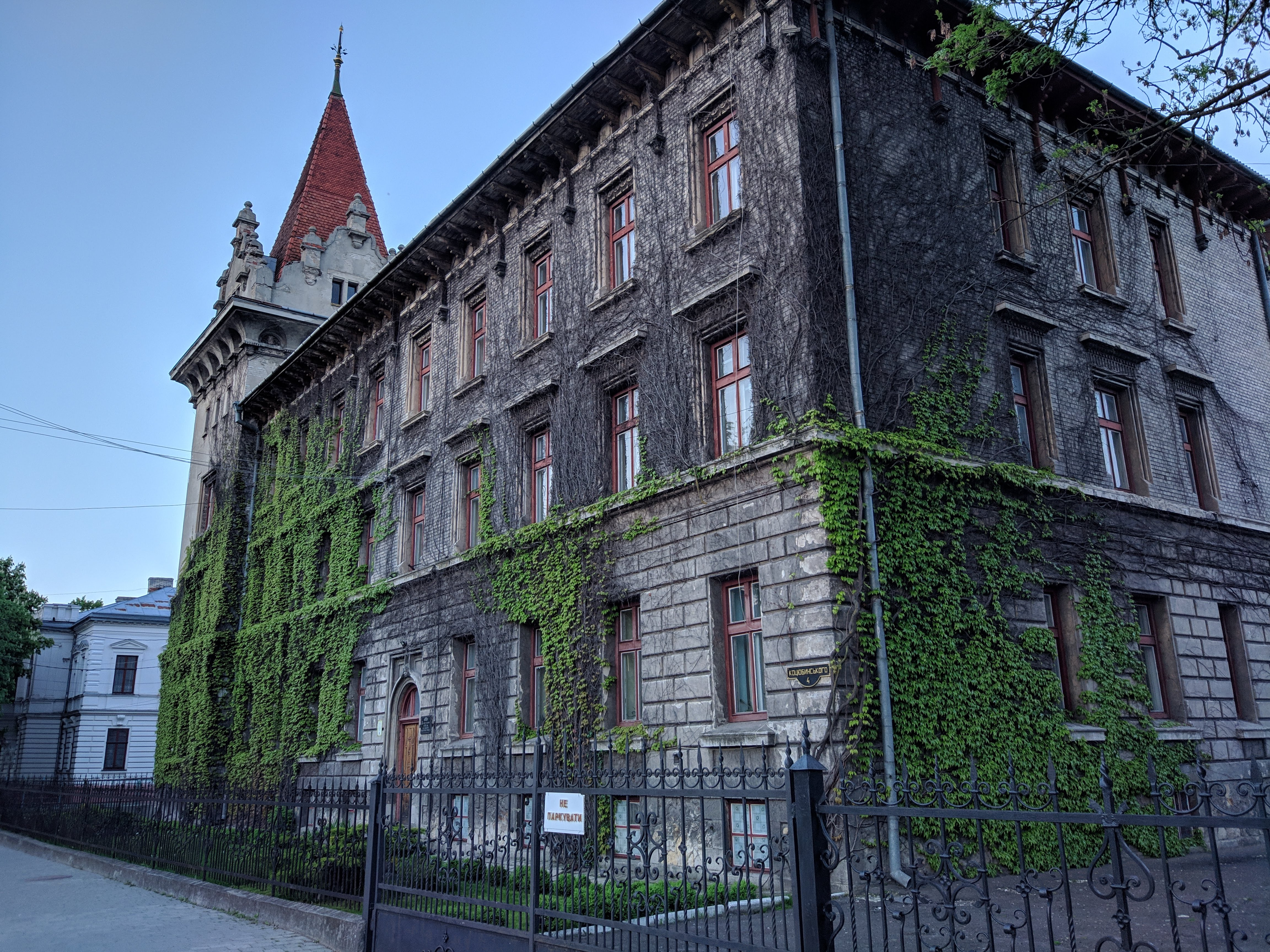
Бродівський педагогічний коледж імені Маркіяна Шашкевича
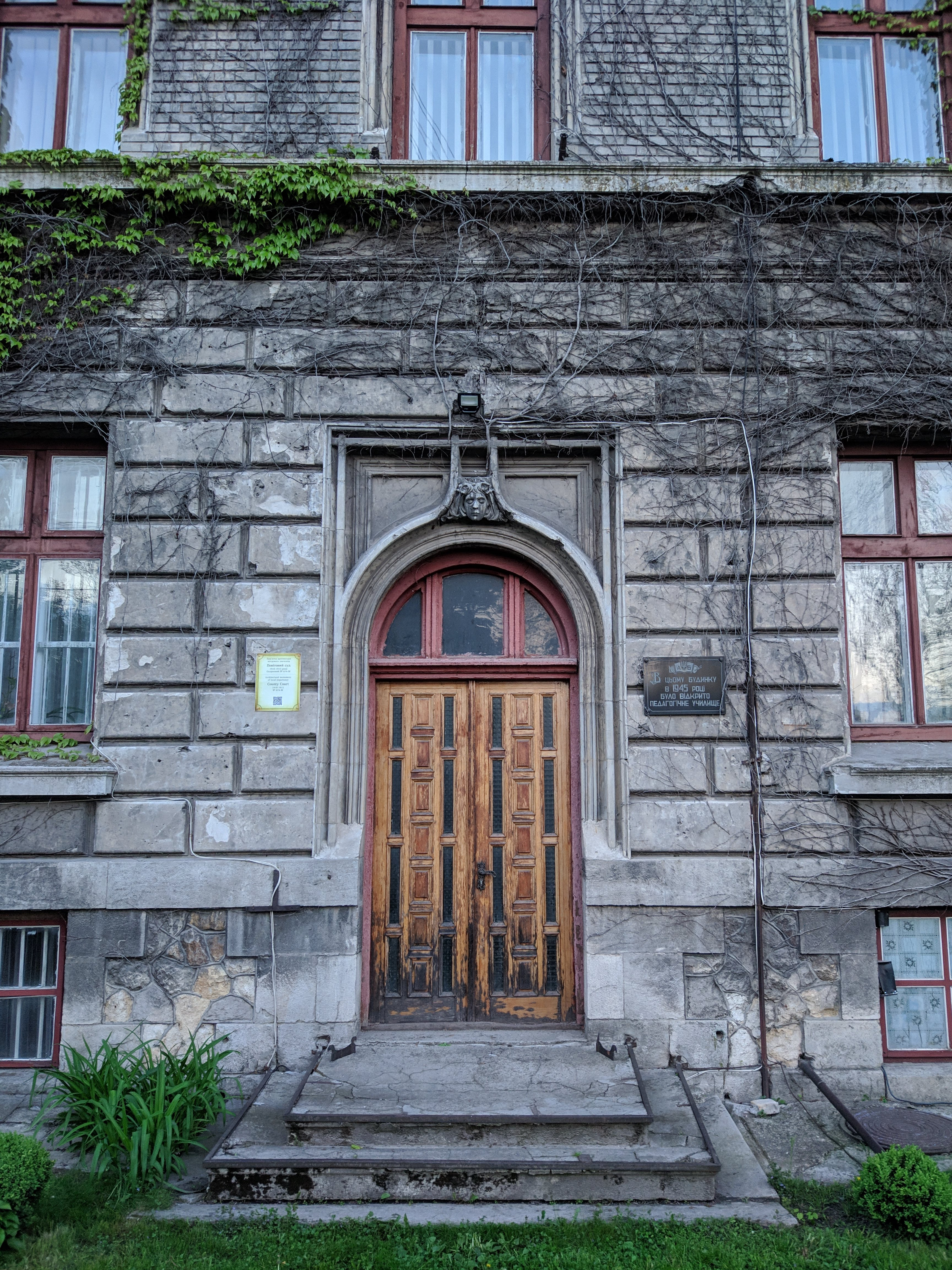
Меморіальна таблиця на будівлі коледжу